# Дуранго (Мексико)
Вижте пояснителната страница за други значения на Дуранго.
Дуранго (на испански: Durango) е столицата и най-големия град на едноименния щат Дуранго в Мексико. Дуранго е с население от 654 876 жители (по данни от 2015 г.). Основан е през 1563 г.

## Известни личности
Родени в Дуранго
- Долорес дел Рио (1905 – 1983), актриса

Починали в Дуранго
- Джон Кенди (1950 – 1994), американски актьор